# Cottesbrooke
Cottesbrooke – wieś w Anglii, w hrabstwie Northamptonshire, w dystrykcie (unitary authority) West Northamptonshire. Leży 14 km na północ od miasta Northampton i 111 km na północny zachód od Londynu. Miejscowość liczy 144 mieszkańców.